# Pyrenäen-Cup
Der Pyrenäen-Cup war ein Fußballwettbewerb für spanische und französische Vereinsmannschaften aus den an den Pyrenäen angrenzenden Regionen. An dem zwischen 1910 und 1914 ausgetragenen Turnier nahmen die besten Teams aus den Regionen Languedoc, Midi-Pyrénées, Aquitanien (Frankreich) sowie aus den Regionen Katalonien und dem Baskenland (Spanien) teil. Das Turnier war einer der ersten internationalen Fußballwettbewerbe und fand nach Ausbruch des Ersten Weltkrieges nicht mehr statt.

## Finalspiele
| Jahr | Ort       | Sieger       | Verlierer                   | Ergebnis |
| ---- | --------- | ------------ | --------------------------- | -------- |
| 1910 | Sète      | FC Barcelona | Real Sociedad San Sebastián | 2:1      |
| 1911 | Toulouse  | FC Barcelona | Bons Gars de Bordeaux       | 4:0      |
| 1912 | Toulouse  | FC Barcelona | Stade Bordelais             | 5:3      |
| 1913 | Barcelona | FC Barcelona | Comète Simot                | 7:2      |
| 1914 | Barcelona | FC Espanya   | Comète Simot                | 3:1      |

## Auflistung der Finalisten nach Verein
| Verein                      | Siege | Endspiele |
| --------------------------- | ----- | --------- |
| FC Barcelona                | 4     | 4         |
| FC Espanya                  | 1     | 1         |
| Comète Simot                | 0     | 2         |
| Real Sociedad San Sebastián | 0     | 1         |
| Bons Gars de Bordeaux       | 0     | 1         |
| Stade Bordelais             | 0     | 1         |

## Auflistung der Finalisten nach Region
| Region     | Sieger | Vize |
| ---------- | ------ | ---- |
| Katalonien | 5      | 0    |
| Aquitanien | 0      | 4    |
| Baskenland | 0      | 1    |